# Медаль «За заслуги» (США)
Медаль «За заслуги» (англ. Medal for Merit) — найвища цивільна нагорода у США, що вручалась Президентом Сполучених Штатів цивільним особам, котрі відзначились достойною поведінкою при виконанні свого обов'язку з моменту оголошення у США надзвичайного стану 8 вересня 1939 року. Медаль також вручалась громадянам іноземних держав за «виключно доблесні чи мужні дії на підтримку військових зусиль воюючих націй».

## Історична довідка
Медаль «За заслуги» було створено відповідно до закону Public Law 77-671 20 липня 1942 року розпорядженням Executive Order 9286 від 24 грудня 1942 року. Наступне розпорядження з поправками — Executive Order 9857-A було ухвалене 27 травня 1947 року. Вручення медалі припинене у 1952 році.

## Опис
Медаль «За заслуги» виготовлялась з позолоченої бронзи і емалі і кріпиться для носіння на стрічці на лівому боці грудей.
Медаль має вигляд покритого синьою емаллю кільця, на якому накладено одноголовий з розправленими крилами орел, що сидить на пучку стріл, спрямованих наконечниками донизу і тричі перехоплених стрічкою, на якій нанесено напис латиною — «NOVUS ORDU SECLORUM». Кінці крил орла та наконечники стріл виходять за межі кільця. На кільці між пучком стріл і крилами орла розташовані 13 п'ятикутних зірок, виконаних з білої емалі.
Зворотна сторона — без емалі; на кільці у верхній частині — надпис «UNITED STATES OF AMERICA», в нижній — лаврові гілки, що виходять з тубуса, на якому нанесено напис «FOR MERIT».
За допомогою шарнірного з'єднання кільце підвішується до овального лаврового вінка із зеленої емалі, що має у верхній частині кільце для кріплення до стрічки.
Стрічка медалі — шовкова муарова червоного кольору із двома вузькими білими смужками по центру.

## Лауреати
Серед перших, лауреатів нагороди були: американський науковець-хімік Лайнус Полінг, а також конструктор вогнепальної зброї Джон Гаранд та інженер-електрик  Альберт Тейлор. Першим іноземним громадянином, відзначеним цією нагородою, став бельгійський гірничий інженер Едгар Сенж'є.
Серед цивільних осіб, що отримали цю нагороду були:
|  | - Дін Ачесон - Гомер Адкінс - Ірвінг Берлін - Веннівер Буш - Артур Комптон - Джеймс Конант - Роберт Джексон - Вільям Дюранд - Енріко Фермі - Александер Флемінг | - Вільям Фрідман - Аверелл Гарріман - Джон Гувер - Боб Гоуп - Корделл Голл - Луїс Джонсон - Ел Джолсон - Франклін Нокс - Роберт Міллікен - Реймонд Міндлін | - Генрі Моргентау - Роберт Оппенгеймер - Ісидор Рабі - Едді Рікенбакер - Семюель Розенман - Вільям Шоклі - Сиріл Сміт - Джон Снайдер - Майрон Тейлор | - Фредерік Терман - Фред М. Вінсон - Теодор Карман - Джон Нейман - Роберт Ватсон-Ватт - Томас Вотсон - Сідні Вейнберг - Юджин Вігнер - Чарлз Вілсон |